# آرماند ون هلدن
آرماند ون هلدن (انگلیسی: Armand van Helden؛ زادهٔ ۱۶ فوریهٔ ۱۹۷۰) دی‌جی، تهیه‌کننده موسیقی، و آهنگساز موسیقی هاوس اهل ایالات متحده آمریکا است. وی از سال ۱۹۹۰ میلادی تاکنون مشغول فعالیت بوده‌است.